# Gobiopterus
Gobiopterus is een geslacht van straalvinnige vissen uit de familie van grondels (Gobiidae).

## Soorten
- Gobiopterus birtwistlei (Herre, 1935)
- Gobiopterus brachypterus (Bleeker, 1855)
- Gobiopterus chuno (Hamilton, 1822)
- Gobiopterus lacustris (Herre, 1927)
- Gobiopterus macrolepis Cheng, 1965
- Gobiopterus mindanensis (Herre, 1944)
- Gobiopterus panayensis (Herre, 1944)
- Gobiopterus semivestitus (Munro, 1949)
- Gobiopterus smithi (Menon & Talwar, 1973)
- Gobiopterus stellatus (Herre, 1927)